# والدرن (ایندیانا)
والدرن (به انگلیسی: Waldron) یک منطقهٔ مسکونی در ایالات متحده آمریکا است که در شهرستان شل‌بای، ایندیانا واقع شده‌است. والدرن ۲۵۱ متر بالاتر از سطح دریا واقع شده‌است.